# What's Bin Did and What's Bin Hid
What's Bin Did and What's Bin Hid är ett musikalbum av Donovan som lanserades 1965. Det var hans debutalbum. Albumet innehåller Donovans debutsingel och första internationella hit, "Catch the Wind". I övrigt består den till hälften av gamla folkmelodier och till andra hälften av Donovans egna kompositioner. Även albumets inledande låt "Josie" släpptes som singel, men blev ingen hit i Storbritannien. Den blev däremot en mindre framgång i Sverige, liksom "Donna Donna". 

## Låtlista
(upphovsman inom parentes)
1. "Josie" (Donovan Leitch) – 3:28
2. "Catch the Wind" (Leitch) – 2:56
3. "Remember the Alamo" (Jane Bowers) – 3:04
4. "Cuttin' Out" (Leitch) – 2:19
5. "Car Car" (Woody Guthrie) – 1:31
6. "Keep on Truckin'" (trad. arrangerad av Leitch) – 1:50
7. "Gold Watch Blues" (Mick Softley) – 2:33
8. "To Sing for You" (Leitch) – 2:45
9. "You're Gonna Need Somebody on Your Bond" (trad. arrangerad av Leitch) – 4:04
10. "Tangerine Puppet" (Leitch) – 1:51
11. "Donna Donna" (Aaron Zeitlin, Sholom Secunda, Arthur S Kevess, Teddi Schwartz) – 2:56
12. "Ramblin' Boy" (Leitch) – 2:33

## Listplaceringar
- UK Albums Chart, Storbritannien: #3[1]